# Trichopetalum chosmalensis
Trichopetalum chosmalensis là một loài thực vật có hoa trong họ Măng tây. Loài này được Guagl. & Belgrano mô tả khoa học đầu tiên năm 2003.